# Supercopa de Galotxa
La Supercopa de Galotxa és un torneig de Galotxa organitzat per la Federació de Pilota Valenciana que enfronta des del 1996 els vencedors de l'Interpobles i el Trofeu el Corte Inglés a partida única.

## Historial
| Any  | Campió                                                                 | Subcampió                                                      | Resultat | Ciutat      |
| ---- | ---------------------------------------------------------------------- | -------------------------------------------------------------- | -------- | ----------- |
| 2014 | CPV Massalfassar Javi Moro, Ximo, Luis i Paco                          | CPV Montserrat Pascual II, Pepet, Fede y Cerveró               | 60-35    | Beniparrell |
| 2013 | Electrofassar Massalfassar Javi Moro, Ximo, Ramonet i Luis             | Kiwa Quart de les Valls Terio, Xato, Natxo, Jesus i Montesa    | 70-45    | Borbotó     |
| 2012 | Ovocity Marquesat d'Alfarb Ángel, Gerardo, Sopetes II, Emilio i Bequen | Aj. Beniparrell Roberto, Samuel, Adria i Toni                  | 70-65    | Montserrat  |
| 2011 | El Manar Massalfassar Javi Moro, Víctor, Ximet i Ramonet               | Ovocity-Marquesat d'Alfarp Àngel, Gerardo II, Emilio i Becken  | 70-65    | Godelleta   |
| 2010 | El Manar Massalfassar Javi Moro, Víctor, Ximet i Llorens               | Aj. de Montserrat Pasqual II, Jesús Manuel, Voro i Añó         | 70-65    | Beniparrell |
| 2009 | El Manar Massalfassar Javi Moro, Víctor, Ramón, Rubén i Jesús          | Caja Campo Godelleta Marcos, Ferdi, Juan, Emilio i Juan Carlos | 70-50    | Godelleta   |
| 2008 | Aj. de Beniparrell Roberto, Nacho, Fran i Toni                         | Caja Campo Godelleta Marcos, Ferdy, Pepe i Gabi                | 70-35    | Meliana     |
| 2007 | Caja Campo Godelleta                                                   | Aj. Beniparrell                                                | 70-30    | Beniparrell |
| 2006 | Meliana                                                                | Montserrat                                                     |          | Benifaió    |
| 2005 | Godelleta                                                              | Foios                                                          |          |             |
| 2004 | P.C. Massalfassar                                                      | Godelleta                                                      |          |             |
| 2003 | Godelleta                                                              | P.C. Massalfassar                                              |          |             |
| 2002 | P.C. Massalfassar                                                      | CP Beniparrell                                                 |          |             |
| 2001 | Aldaia                                                                 | CP Beniparrell                                                 |          |             |
| 2000 | P.C. Massalfassar                                                      | C.P. Massalfassar                                              |          |             |
| 1999 | Puçol                                                                  | P.C. Massalfassar                                              |          |             |
| 1998 | C.P. Massalfassar                                                      | Sollana                                                        |          |             |
| 1997 | P.C. Massalfassar                                                      | Sollana                                                        |          |             |